# Buxton (Victoria)
Buxton is een plaats in de Australische deelstaat Victoria. In 2006 telde Buxton 396 inwoners.